# Shi Lihua
Shi Lihua (1 de enero de 1977) es una deportista china que compitió en halterofilia.
Ganó una medalla de plata en el Campeonato Mundial de Halterofilia de 1998, en la categoría de 63 kg. Además, consiguió una medalla de oro en los Juegos Mundiales de 1997.

## Palmarés internacional
| Campeonato Mundial | Campeonato Mundial | Campeonato Mundial | Campeonato Mundial |
| Año                | Lugar              | Medalla            | Categoría          |
| ------------------ | ------------------ | ------------------ | ------------------ |
| 1998               | Lahti (Finlandia)  | Medalla de plata   | 63 kg              |